# Devil May Cry
Devil May Cry (デビル メイ クライ (Quỷ có thể khóc) Debiru Mei Kurai) là một sê-ri trò chơi thể loại hành động phiêu lưu, hack and slash được phát triển và phát hành bởi Capcom và được tạo ra bởi Hideki Kamiya. Trò chơi tập trung vào thợ săn quỷ Dante và những nỗ lực của anh để ngăn chặn các cuộc xâm lược khác nhau của quỷ trên Trái đất. Lối chơi bao gồm các cảnh chiến đấu, trong đó người chơi phải cố gắng mở rộng chuỗi tấn công dài và khác nhau, tránh thiệt hại để tăng thanh combo gọi là thanh phong cách; cơ chế chiến đấu này, cùng với thời gian và số lượng vật phẩm được thu thập và sử dụng, sẽ được tổng kết lại để ra xếp hạng bậc của người chơi.
Sê-ri ám chỉ tới thần khúc của Dante Alighieri. Hideki Kamiya đã tạo ra Devil May Cry sau một nỗ lực thất bại trong việc phát triển một trò chơi Resident Evil; Kamiya muốn tạo ra một trò chơi với nhiều tính năng hành động hơn, điều mà Capcom cảm thấy không cần thiết cho sê-ri Resident Evil. Trò chơi được chỉ đạo bởi Hideaki Itsuno và viết cốt truyện bởi Bingo Morihashi. Capcom đã công bố một trò chơi mới, DmC: Devil May Cry (được phát triển bởi Ninja Theory và phát hành bởi Capcom), tại sự kiện Tokyo Game Show 2010. Bản nâng cấp đồ họa của ba phần đầu trên PlayStation 2 đã được phát hành cho PlayStation 3 và Xbox 360 vào năm 2012 và vào năm 2018 cho PlayStation 4, Xbox One và Microsoft Windows. Phần mới nhất là Devil May Cry 5, được phát hành vào ngày 8 tháng 3 năm 2019.
Sê-ri đã đạt được thành công; các phiên bản trò chơi đã bán ra được vài triệu bản và nhận được giải thưởng Danh hiệu Bạch kim của Capcom. Sự thành công của loạt trò chơi điện tử đã dẫn đến sự ra đời của truyện tranh, tiểu thuyết, phim hoạt hình, sách hướng dẫn, sách sưu tầm, ấn phẩm và nhiều loại mô hình nhân vật. Phản ứng của giới phê bình đối với lối chơi chú trọng combo trong trò chơi là tích cực, mặc dù câu chuyện của trò chơi được coi là đơn giản cho đến phần ba.
Theo Eurogamer, một trò chơi nhượng quyền thương mại khác của Capcom, Strider, có ảnh hưởng quan trọng đến thương hiệu Devil May Cry, và theo Retro Gamer, hành động đỉnh cao của Devil May Cry được lấy cảm hứng từ Strider, đặc biệt là "vượt trùm liên hoàn".

## Tổng quan trò chơi
- Devil May Cry: Lối chơi tập trung vào chiến đấu nhịp độ nhanh, kĩ năng cao; xếp hạng thanh phong cách cao đòi hỏi chuỗi tấn công dài và khả năng né tránh, đồng thời tránh dính sát thương. Mặc dù trò chơi cũng có các yếu tố giải đố và khám phá được giữ lại từ nguồn gốc kinh dị sinh tồn, nhưng chúng được đánh giá thấp hơn để có lợi cho hành động. Trong các trò chơi sau này, hệ thống đã được sửa đổi; người chơi đã phải thay đổi các đòn tấn công khác nhau để duy trì thanh phong cách của họ.[3] Devil Trigger cho phép nhân vật của người chơi thức tỉnh dạng quỷ với sức mạnh bổ sung (dựa trên vũ khí hiện tại của họ), với sức mạnh và tốc độ của nhân vật tăng lên và HP được phục hồi từ từ.
- Devil May Cry 2: Dante nói chung vẫn là nhân vật chính của trò chơi, mặc dù có thể chọn nhân vật khác để chơi được. Khả năng thực hiện đòn tấn công kết hợp trên không trung, các nút né tránh và khả năng thay đổi vũ khí đã được giới thiệu. Như vậy, người chơi có thể di chuyển qua các loại vũ khí tầm xa mà không cần phải sử dụng sang màn hình vật phẩm.
- Devil May Cry 3: Dante's Awakening: Bốn phong cách chiến đấu khác nhau đã được thêm vào, cho phép người chơi lựa chọn và tập trung vào các kỹ thuật hoặc vũ khí yêu thích. Mỗi trong số bốn kiểu đánh đều nhận được điểm kinh nghiệm, giúp mở khóa nhiều kỹ thuật và khả năng hơn mà không tốn các quả cầu đỏ (đơn vị tiền tệ của series). Một nút thay đổi vũ khí thứ hai đã được thêm vào, cho phép người chơi chuyển đổi qua lại vũ khí cận chiến của nhân vật[4]. Trò chơi đã được phát hành lại với tên gọi Devil May Cry 3: Special Edition với các kỹ năng mới cho Dante và thêm nhân vật chơi được là Vergil.[5]
- Devil May Cry 4: Trò chơi bắt đầu với nhân vật chính mới Nero. Devil Bringer của anh cho  người chơi khả năng kéo những kẻ thù ở xa đến gần (Snatch) hoặc tấn công đặc biệt (Buster). Nero cũng được trang bị một thanh kiếm có cơ chế tay ga như mô tô, cho phép người chơi sạc trước để gây thêm sát thương trong lần đánh tiếp theo; nếu căn nút sạc khi bấm nút đánh chính xác, nó có thể được sạc lại ngay sau mỗi lần tấn công để có thêm sát thương và điểm phong cách. Trong phần chơi Dante, người chơi có thể chuyển đổi cả bốn phong cách chiến đấu ở giữa trận chiến mà không cần phải chọn một như phần trước[6]. Một phiên bản cải tiến có tên Special Edition đã được phát hành, thêm nhân vật chơi được là Vergil cũng như hai người đồng nghiệp của Dante, Trish và Lady.
- Devil May Cry HD Collectionː Bao gồm ba trò chơi đầu tiên của series dành cho PlayStation 3 và Xbox 360, được đưa lên bởi Pipeworks Software và Double Helix Games[7]. Sau đó, nó đã được đưa lên hệ máy PlayStation 4, Xbox One và Microsoft Windows vào ngày 13 tháng 3 năm 2018[8][9].
- DmC: Devil May Cry: Tựa game reboot trong series Devil May Cry đã giới thiệu những môi trường thay đổi trong lối chơi. Người chơi có thể tiếp cận các khu vực ẩn bằng roi Ophion và móc kéo, và vũ khí có chức năng tương tự như Devil Bringer trong Devil May Cry 4. Loại bỏ khả năng nhắm kẻ địch và thêm khả năng lướt, thứ mà các bản khác không hề có.[10][11]
- Devil May Cry 5ː Được phát hành vào năm 2019, trò chơi này giới thiệu một nhân vật mới tên V, người điều khiển ba con quỷ trong trận chiến do thể chất yếu của anh ta. Nero và Dante trở lại là những nhân vật có thể điều khiển được, mặc dù Nero yếu hơn phần trước do phải thay Devil Bringer bằng một cánh tay giả cơ học.[12]

## Phát triển
Vào năm 1998, sau khi hoàn thành Resident Evil 2 chạy trên hệ máy PlayStation 2, nhóm "Team Little Devil" đã hoạt động dưới sự điều hành của Hideki Kamiya. Cả nhóm đã có chuyến đi đến Tây Ban Nha để tìm tài liệu cho game và một số mẫu lâu đài của đất nước này. Ban đầu nhóm định phát triển phần tiếp cho Resident Evil, nhưng do bối cảnh khác với trò chơi và không phù hợp với phong cách kinh dị của game, Kamiya đã viết lại câu chuyện và thay đổi tên trò chơi, lấy từ Thần khúc của nhà thơ Ý Dante Alighieri cho Devil May Cry.

## Danh sách trò chơi
| Tựa đề                                | Năm  | Hệ máy                                                                     |
| ------------------------------------- | ---- | -------------------------------------------------------------------------- |
| Devil May Cry                         | 2001 | PlayStation 2, PlayStation 3, Xbox 360, Nintendo Switch                    |
| Devil May Cry 2                       | 2003 | PlayStation 2, PlayStation 3, Xbox 360, Nintendo Switch                    |
| Devil May Cry 3: Dante's Awakening    | 2005 | PlayStation 2, Microsoft Windows, PlayStation 3, Xbox 360, Nintendo Switch |
| Devil May Cry 4                       | 2008 | PlayStation 3, Xbox 360, Microsoft Windows                                 |
| Devil May Cry 4 Refrain               | 2011 | iOS, Android                                                               |
| Devil May Cry: HD Collection          | 2012 | PlayStation 3, Xbox 360, Microsoft Windows                                 |
| DmC: Devil May Cry                    | 2013 | PlayStation 3, Xbox 360, Microsoft Windows                                 |
| DmC: Devil May Cry Definitive Edition | 2015 | PlayStation 4, Xbox One, Microsoft Windows                                 |
| Devil May Cry 4: Special Edition      | 2015 | PlayStation 4, Xbox One, Microsoft Windows                                 |
| Devil May Cry 5                       | 2019 | PlayStation 4, Xbox One, Microsoft Windows                                 |
| Devil May Cry 5ː Special Edition      | 2020 | Xbox Series X/S, PlayStation 5                                             |

### Tiếng Nhật
- The original Devil May Cry Website Lưu trữ ngày 23 tháng 2 năm 2009 tại Wayback Machine (tiếng Nhật)
- Official Devil May Cry 2 Website Lưu trữ ngày 4 tháng 4 năm 2006 tại Wayback Machine (tiếng Nhật)
- Official Devil May Cry 3 Website Lưu trữ ngày 1 tháng 2 năm 2008 tại Wayback Machine (tiếng Nhật)
  - Official DMC3 Special Edition Website Lưu trữ ngày 1 tháng 2 năm 2008 tại Wayback Machine (tiếng Nhật)
- Official Devil May Cry 4 Website Lưu trữ ngày 21 tháng 10 năm 2010 tại Wayback Machine (tiếng Nhật)
- Official Devil May Cry HD Collection Website Lưu trữ ngày 11 tháng 8 năm 2014 tại Wayback Machine (tiếng Nhật)
- Official "DmC" Website (tiếng Nhật)